# Piñero-Insel
Die Piñero-Insel (französisch Île Piniero [sic!], englisch Piñero Island, in Argentinien Isla Piñero, in Chile Isla Carrera ‚Routeninsel‘) ist eine 3 km lange und 800 m breite Insel vor der Loubet-Küste des Grahamlands im Nordteil der Antarktischen Halbinsel. Sie liegt 7 km nordwestlich der Pourquoi-Pas-Insel.
Teilnehmer der Fünften Französischen Antarktisexpedition (1908–1910) unter der Leitung des Polarforschers Jean-Baptiste Charcot entdeckten sie. Charcot benannte sie nach dem argentinischen Parlamentsabgeordneten Antonio F. Piñero (1855–1921), der die argentinische Regierung unter Präsident Roque Sáenz Peña zur uneingeschränkten Unterstützung der Forschungsreise bewegen konnte. Chilenische Wissenschaftler benannten sie nach ihrer Lage an der Einfahrt zum Laubeuf-Fjord, durch die sie gewissermaßen die Weiterfahrt vorgibt.